# Penfold Tournament
Het Penfold Tournament was een internationaal golftoernooi van 1932 tot 1974.
Het toernooi hoorde bij het internationale wedstrijdcircuit voor professional golfers en maakte de laatste jaren deel uit van de net opgerichte Europese PGA Tour. De eerste editie werd in 1932 gewonnen door Percy Alliss.

## Formule
De formule was strokeplay, behalve in de jaren: 1949, 1950, 1952, 1953 en 1954. In 1949 werd matchplay gespeeld en in 1950 mixed matchplay. 
Na 1950 werd een nieuwe formule geprobeerd: de eerste 36 holes waren strokeplay, en daarmee kwalificeerden de 32 beste deelnemers zich voor een matchplaytoernooi. Vanaf 1955 werd weer de oude strokeplayformule gehanteerd.

## Winnaars
| Jaar                                               | Winnaar(s)                             | Baan                             |
| Penfold Tournament                                 | Penfold Tournament                     | Penfold Tournament               |
| -------------------------------------------------- | -------------------------------------- | -------------------------------- |
| 1932                                               | Percy Alliss                           | Royal Porthcawl Golf Club        |
| 1933                                               | John Burton Max Faulkner               | Royal Porthcawl Golf Club        |
| 1934                                               | Reg Whitcombe                          | Fairhaven Golf Club              |
| 1935                                               | Percy Alliss                           | Gleneagles Hotel                 |
| 1936                                               | Jimmy Adams                            | Belleisle Golf Club              |
| 1937-1945 niet gespeeld                            |                                        |                                  |
| 1946                                               | Norman Sutton                          | Sutton Coldfield Golf Club       |
| 1947                                               | Dai Rees Norman Von Nida Reg Whitcombe | Stoke Park Golf Club             |
| 1948                                               | Fred Daly                              | Gleneagles Hotel                 |
| 1949                                               | ?? John Burton Max Faulkner            | Totteridge Golf Club             |
| 1950                                               | Norman Sutton ?? Mrs A. Gee            | Sutton Coldfield Golf Club       |
| Penfold-Bournemouth Festival of Britain Tournament |                                        |                                  |
| 1951                                               | Arthur Lees                            | Queens Park Golf Club            |
| Penfold Tournament                                 |                                        |                                  |
| 1952                                               | Eric Brown                             | Maesdu Golf Club                 |
| 1953                                               | Arthur Lees                            | Maesdu Golf Club                 |
| 1954                                               | Henry Cotton                           | Maesdu Golf Club                 |
| Swallow-Penfold Tournament                         |                                        |                                  |
| 1955                                               | Christy O'Connor sr.                   | Southport and Ainsdale Golf Club |
| 1956                                               | Eric Lester                            | Royal Burgess Golf Club          |
| 1957                                               | Harry Weetman                          | Killermont Golf Club             |
| 1958                                               | Harry Weetman                          | Prestwick Golf Club              |
| 1959                                               | Peter Butler                           | Barnton Golf Club                |
| 1960                                               | Harry Weetman                          | Copt Heath Golf Club             |
| 1961                                               | Ken Bousfield                          | Stoneham Golf Club               |
| 1962                                               | Harry Weetman                          | Llandudno Golf Club              |
| 1963                                               | Bernard Hunt                           | Belleisle Golf Club              |
| 1964                                               | Peter Alliss                           | Llandudno Golf Club              |
| 1965                                               | Ángel Miguel                           | Pannal Golf Club                 |
| 1966                                               | Dave Thomas                            | Little Aston Golf Club           |
| Penfold Tournament                                 |                                        |                                  |
| 1967                                               | ?? John Cockin                         | Blackpool North Shore Golf Club  |
| Swallow-Penfold Tournament                         |                                        |                                  |
| 1968                                               | Peter Butler                           | Maesdu Golf Club                 |
| Penfold Tournament                                 |                                        |                                  |
| 1969                                               | ?? Gordon Caygill                      | Worthing Hill Barn Golf Club     |
| 1970                                               | Bernard Hunt                           | Worthing Hill Barn Golf Club     |
| Penfold Bournemouth Tournament                     |                                        |                                  |
| 1971                                               | Neil Coles met 284 (par)               | Queens Park Golf Club            |
| 1972                                               | Peter Oosterhuis met 285 (+1)          | Queens Park Golf Club            |
| 1973                                               | Eddie Polland met 281 (-3)             | Queens Park Golf Club            |
| Penfold Tournament                                 |                                        |                                  |
| 1974                                               | Tommy Horton                           | Hill Barn Golf Club              |

Abama Open de Canarias ·
AGF Open ·
Allianz Open de Lyon ·
Andalucia Masters ·
ANZ Kampioenschap ·
Argentijns Open ·
Atlantic Open ·
Australian Masters ·
Ballantine's Kampioenschap ·
Barcelona Open ·
Belgisch Open ·
Benson & Hedges International Open ·
BMW Asian Open ·
Brazil Rio de Janeiro 500 Years Open ·
Brazil São Paulo 500 Years Open ·
British Masters ·
Callers of Newcastle ·
Cannes Open ·
Car Care Plan International ·
Castelló Masters ·
Celtic International ·
Dimension Data Pro-Am ·
Double Diamond International ·
Duits Open ·
El Bosque Open ·
El Paraiso Open ·
Engels Open ·
Epson Grand Prix of Europe ·
Estoril Open ·
Extremadura Open ·
German Masters ·
Girona Open ·
Glasgow Open ·
Great North Open ·
Greater Manchester Open ·
Greg Norman Holden International ·
GSI L'Equipe Open ·
Heineken Classic ·
Honda Open ·
Indian Masters ·
Indonesian Open ·
Iskandar Johor Open ·
Jersey Open ·
John Player Classic ·
John Player Trophy ·
Johnnie Walker Classic ·
Kerrygold International Classic ·
Kronenbourg Open ·
Lawrence Batley International ·
Madrid Masters ·
Madrid Open ·
Mallorca Open ·
Marokkaans Open ·
Martini International ·
Match Play Championship ·
Merseyside International Open ·
Monte Carlo Open ·
Murphy's Cup ·
Nelson Mandela Championship ·
New Zealand Open ·
Newcastle Brown "900" Open ·
NH Collection Open ·
Nordic Open ·
North West of Ireland Open ·
Oki Pro-Am ·
Open Catalonia ·
Open de Andalucía ·
Open de Baleares ·
Open de Sevilla ·
Open Mediterrania ·
Open Novotel Perrier ·
Penfold Tournament ·
Perth International Golf Championship ·
Piccadilly Medal ·
PLM Open ·
Portugees Open ·
Roma Masters ·
Saint-Omer Open ·
Sanyo Open ·
Sarazen World Open ·
Scandinavian Enterprise Open ·
Schots PGA Kampioenschap ·
Siciliaans Open ·
Singapore Masters ·
Skol Lager Individual ·
TCL Classic ·
Tenerife Open ·
The Championship at Laguna National ·
The Heritage ·
Timex Open ·
TPC of Europe ·
Trophée Lancôme ·
Tunesisch Open ·
Turespaña Masters ·
Uniroyal International Championship ·
Vodacom Players Championship ·
Volvo Golf Champions ·
Volvo Open ·
W.D. & H.O. Wills Tournament ·
Wang Four Stars ·
Welsh Golf Classic